# 清崇陵
清崇陵（穆麟德轉寫：wesihun munggan）位於中国河北省易縣的清西陵，是光绪帝的陵寝。在清泰陵东北五公里的金龙峪，内葬德宗景皇帝和孝定景皇后。
动工于宣统元年（1909年），民國二年（1913年）光緒帝入葬，民国四年（1915年）竣工。其规模较小，没有大碑楼、石像生。但是有完备的排水系统。明楼之前有御带河，沟通地宫十二个排水孔。墓道宽4.6米，全长13.23米，成三十度斜坡由南向北的延伸墓室。墓道有四重石门每重石门有两扇整雕的青白玉石合成。每扇石门上有一尊菩萨浮雕像。地宫内宝床为青石雕成的须弥座。左右并排停放着皇帝和皇后的棺椁。棺椁四周刻有藏文和梵文的经咒。皇后棺盖顶上刻有精美的石雕线刻画。陵寝的建筑用料的是桐木、铁料。民国十三年（1924年）对崇陵妃园寝增崇改建。民國二十七年（1938年）陵寝被盗，光緒皇帝和隆裕皇后的棺椁盖都被撬开，隆裕皇后口中的珠宝被盗贼取出。1980年6月，清西陵文物管理处组织对其做保护性清理，同年9月崇陵向游人开放。

## 墓主
崇陵不仅特指埋葬帝后的帝陵主體，还是包括崇陵妃园寝在内的统称。
崇陵內葬：
- 德宗景皇帝载湉
- 孝定景皇后那拉氏

崇陵妃园寝内葬：
- 恪顺皇贵妃他他拉氏（珍妃）
- 溫靖皇貴妃他他拉氏（瑾妃）

## 建筑特点
崇陵建筑工巧，陵园仪树中有罕见的罗汉松和银松。

## 出土文物
崇陵的地宫已在1980年进行了清理，由于早年被盗，遭到了严重的破坏。在清理中发现了光绪帝的遺體，遺體已無肌肉組織，但骨骼各关节连接完好，身長一米六四，且還在梓宫發現宝珠、丝织品等文物。

## 崇陵妃園寢
崇陵妃園寢葬着珍妃和瑾妃兩位皇貴妃。
1900年8月，八国联军攻陷北京，慈禧太后帶著光绪帝西奔西安避難。临行之际，慈禧太后命令太监把珍妃推入宫井。第二年辛丑條約簽訂後，慈禧太后和光緒帝回到北京，才將珍妃从井中捞出，並葬在京西的田村。後来，瑾妃令人將珍妃金棺移葬進崇陵妃園寢。